# Volperino
Volperino è una frazione montana del comune di Foligno. Situato a circa 20 km ad est di Foligno, a breve distanza dalla Strada statale 77 della Val di Chienti, il piccolo paese si trova ad un'altitudine di 850 m s.l.m. ed è popolato da 17 residenti, i volperinesi (dati Istat, 2001). Alle spalle del paese si trova il monte Pozzo (1040 m s.l.m.), che domina la valle del torrente Vigi, e nelle vicinanze corre l'antica via della Spina che conduce da Colfiorito a Spoleto. Il villaggio è composto dai toponimi di Cenciano, Casale, Tribbio, Croce, Montero' (Monteroni).

## Storia
Il rinvenimento di alcune ceramiche tombali nei pressi della località la Sala permette di datare i primi insediamenti in zona al IV-III secolo a.C., probabilmente ad opera degli umbri plestini. Come molte altre località della zona, il piccolo insediamento risorse dopo un periodo d'oblio per mano dei monaci dell'abbazia di Sassovivo, i quali donarono alla chiesa parrocchiale (1096) le reliquie di San Marone (anche chiamato Maroto o Mauro), portate in Italia dal crociato conte Michele di Uppello.
Tali reliquie, sono di enorme importanza perché San Marone è il fondatore della chiesa cristiano-maronita presente in Libano. Il luogo viene indicato con il nome di crucem sancti mauri nella bolla papale del 1138, ad opera di Innocenzo III.
Dopo che Volperino entrò nella sfera d'influenza del comune di Foligno, sappiamo che nel 1490 le reliquie del santo vennero traslate nella cattedrale di Foligno e poi a Sassovivo e qui recentemente trafugate. Stando allo storico Ludovico Jacobilli, nel 1646 il paese contava 210 anime.
La passione religiosa era in passato molto forte, tanto che esisteva nel 1891 la Confraternita del Ss. Sacramento in Volperino.
A partire dagli anni cinquanta del XX secolo, il villaggio si è progressivamente spopolato ed è rimasto occupato prevalentemente da persone anziane.
In seguito agli eventi sismici del 26 settembre 1997, gran parte degli edifici del paese sono stati gravemente lesionati. Ad oggi gran parte degli stabili risultano essere ristrutturati, sebbene siano visibili i segni del terremoto. 
Il paese ha resistito molto bene alla crisi sismica del 24 agosto – 30 ottobre 2016, che però ha lesionato la chiesa parrocchiale, ad oggi inagibile. È comunque possibile partecipare alle funzioni religiose nella struttura in legno edificata grazie al contributo della misericordia di Cavriglia,

## Economia e manifestazioni
Oltre all'agricoltura ed alla pastorizia, in passato anche lo sfruttamento del legname boschivo costituiva fonte di reddito. In particolare, i traversari tagliavano le querce locali per ottenerne le traversine da utilizzare per la costruzione delle linee ferroviarie.
Il turismo ripopola in parte questi luoghi durante i mesi estivi e fornisce un aiuto economico agli abitanti della zona.
Una Comunanza Agraria gestisce i boschi, utilizzati soprattutto per fornire legname da riscaldamento.
La seconda domenica di giugno si tiene una processione religiosa che, partendo da Volperino, Roviglieto e Scopoli, raggiunge il santuario della Madonna di Rasiglia. Questa processione nasce nel 1865 in seguito ad un ex voto fatto per invocare la pioggia.
Nel mese di agosto si celebra invece la Festa della Montagna, organizzata dalla Pro Loco, in onore del patrono san Marone, dove si radunano turisti da tutta Italia.

## Monumenti e luoghi d'arte
- Chiesa di San Marone, edificata nel Medioevo. Ospitò in passato le reliquie di Marone, un eremita siro-libanese vissuto nel IV secolo presso la città di Aleppo, fondatore della Chiesa Maronita.
- Monumento ai caduti nella prima guerra mondiale risalente al 1927
- Fonte Troccola, particolare esempio di architettura e idraulica medievale